# Fontana (Lodi)
Fontana (Funtàna in dialetto lodigiano) è un centro abitato d'Italia, frazione del comune di Lodi.
Al censimento del 21 ottobre 2001 contava 304 abitanti.

## Geografia fisica
Il centro abitato è sito a 70 metri sul livello del mare.

## Storia
La località, di antica origine, prende il nome da una fonte posta in prossimità di un'immagine della Madonna; essa era compreso nel suburbio di Lodi, precisamente nei Chiosi di Porta d'Adda.
A seguito di un fatto miracoloso, il luogo diventò meta di pellegrinaggi e vi si costruì una chiesa (il Santuario della Beata Vergine Addolorata, detto anche della Madonna della Fontana); sempre a seguito di tale fatto, la località venne conosciuta anche con il nome di «Fontana del Moggio», nome oggi in disuso.
Il 27 maggio 1505 la chiesa venne concessa da Marcantonio Cadamosto, canonico della Cattedrale di Lodi, all'Ordine dei Servi di Maria che vi istituirono un convento di frati; esso venne soppresso il 15 maggio 1770, o secondo altra fonte il 5 settembre 1771. Pochi anni dopo, nel 1789, la chiesa venne eretta in parrocchia, distaccandone il territorio da quella cittadina di San Giacomo.
Nel 1877 Fontana, come tutto il suburbio, venne aggregata alla città di Lodi.